# Municipalità di Tsalenjikha
La municipalità di Tsalenjikha (in georgiano წალენჯიხის მუნიციპალიტეტი?) è una municipalità georgiana della Mingrelia-Alta Svanezia.
Nel censimento del 2002 la popolazione si attestava a 40 133 abitanti. Nel 2014 il numero risultava essere 26 158.
La cittadina di Tsalenjikha è il centro amministrativo della municipalità, la quale si estende su un'area di 647 km².

## Popolazione
Dal censimento del 2014 la municipalità risultava costituita al 99,56% da persone di etnia georgiana.

## Monumenti e luoghi d'interesse
- Cattedrale di Tsalenjikha